# Solana de la Font del Comí
La Solana de la Font del Comí és una solana del terme municipal de Conca de Dalt, a l'antic terme d'Hortoneda de la Conca, al Pallars Jussà, en territori que havia estat de l'antiga caseria dels Masos de la Coma.
Està situada al sud-est de la Coma d'Orient, molt enlaire en els vessants septentrionals de la Serra de Boumort. És a llevant de les Obaguetes, a migdia de l'Obaga de la Coma i a ponent dels Escards de la Font del Comí.